# Карлополи
Карлополи је насеље у Италији у округу Катанцаро, региону Калабрија.
Према процени из 2011. у насељу је живело 1003 становника. Насеље се налази на надморској висини од 955 м.

## Становништво
| 1951. | 1961. | 1971. | 1981. | 1991. | 2001. | 2011. |
| ----- | ----- | ----- | ----- | ----- | ----- | ----- |
| 3.806 | 3.179 | 2.175 | 1.958 | 1.907 | 1.787 | 1.622 |